# محی‌الدین حائری شیرازی
محی‌الدین حائری شیرازی (زادهٔ ۱۲ بهمن ۱۳۱۵ در شیراز – درگذشته ۲۹ آذر ۱۳۹۶ در قم) روحانی شیعه ایرانی، عضو سابق مجلس خبرگان رهبری و امام جمعه سابق شیراز بود.
عبدالله شهبازی در آذر ۱۳۸۹ حائری شیرازی را به فساد مالی، رانت‌خواری و زمین‌خواری متهم کرد.

## تولد و خاندان
حائری شیرازی به سال ۱۳۱۵ در شیراز و در خانواده ای به تعبیر خودش اصیل، متولد شد. پدرش (عبد الحسین حائری) مجتهد و مادرش در دوران کشف حجاب در عهد رضاشاه نزدیک به ۲۵ سال در خانه نشست. نسبت او از جانب پدر به مقدس اردبیلی و از جانب مادر به سادات صفی الدین اردبیلی می‌رسد.

### جوانی
حائری شیرازی تحصیلات کلاسیک خود را تا دیپلم ریاضی، در شیراز گذراند. در این دوران بود که با محمد اسماعیل دولابی آشنا شد و در زمره خواص او درآمد. خود او نوع ارتباطش به دولابی را دوستی توصیف و بهجت را استاد معرفی می‌کند.

## تحصیل
بعد از گذراندن دوره مقدمات در مدرسه آقاباباخان، دورهٔ سطح را در شیراز از محضر درس بهاءالدین محلاتی و محمد علی موحد بهره برد و این دوره را که طلاب معمولاً در ده سال تمام می‌کنند، با روزی ده ساعت درس و مباحثه و تدریس، در حدود چهار سال به پایان رساند. پس از فراغت از دروس سطح ، برای ادامه تحصیل حوزوی به قم رفت و در درس خارج خمینی، بروجردی، داماد و اراکی شرکت کرد.
در مدت حضور در قم به دعوت قدوسی، به تدریس در مدرسه حقانی پرداخت و دروس او با استقبال چشم‌گیر طلاب همراه بود. حائری شیرازی از دوران تحصیلی چنین یاد می‌کند:
در دوران طلبگی در قم، مرتب به کتابخانه مسجد اعظم می‌رفتم. اولین مشتری آنها و آخرین نفری که از آنجا بیرون می‌رفت، من بودم. روزی سه نوبت به کتاخانه می‌رفتم و مطالعه می‌کردم و چون کتاب نداشتم حافظه‌ام قوی شد و توانستم خیلی از مطالب و چیزی‌های دیگر را به خاطر بسپارم، تا جایی که توانستم در شصت سالگی قصاید اول و دوم را حفظ کنم و به‌طور روان بخوانم.

## تدریس
حائری شیرازی از سال ۱۳۴۲ به بعد در مسجد شمشیرگرهای شیراز جلساتی برای جوانان دبیرستانی و دانشجو تشکیل داد. وی از سال ۱۳۵۰ به‌طور متناوب بین قم و شیراز رفت‌وآمد داشت و در مدرسه حقانی به تدریس می‌پرداخت.
از شاگردان وی از اول انقلاب تاکنون می‌توان صدیقی، فلاح زاده، نواب حجازی، غلامحسین محسنی اژه‌ای، مصلحی، مبشری عارف نام برد. 

## اتهام فساد مالی
به گفته دویچه‌وله، عبدالله شهبازی تعدادی از مقامات جمهوری اسلامی از جمله حائری شیرازی را به فساد مالی، رانت‌خواری و زمین‌خواری متهم کرد.

### طرح فلاحت در فراغت
احمد توکلی پاسخ داد:
 در روزهای اول تنها کسی بودم که از این طرح اطلاع داشتم. ایشان از این موضوع ناراحت بود که شهرنشینان صرفاً مصرف‌کننده، شده‌اند و همه چیز باید از روستا تأمین شود. و اعتقاد داشتند که باید این تفکر اصلاح شود. برای همین تصمیم گرفتند زمین‌های اطراف شیراز را در اختیار کارمندانی قرار دهند که وضع معیشتی خوبی هم نداشته و آنها با تولید به خود و هم به اقتصاد کشور کمک کنند. برای آبرسانی به آن مناطق ایده جالبی داشتند و آب را از مناطق پرآب شیراز (مانند سعدی) به این مناطق پمپاژ کردند و بدین ترتیب در جایی که لازم بود ۲۵ کیلومتر لوله‌گذاری شود با صد متر یا دویست متر لوله‌گذاری آبرسانی شد. من به ایشان گفتم برای اینکه نشان دهید کار شما ارزش اقتصادی دارد یا خیر این طرح را به دو نفر از استادان دانشگاه که هیچ شناختی از شما ندارند و رشته تخصصی‌شان هم اقتصاد کشاورزی باشد، ارئه بدهیم تا بر روی آن کار مطالعاتی انجام داده و آن را ارزشگذاری کنند. اتفاقاً دو نفر از استادان آمدند و بدون هیچ پیش‌داوری آن را مورد بررسی قرار داده و آن را تأیید کردند. بعد هم به آقای حائری گفتم برای اینکه در این طرح موفق شوید، هیچ‌کدام از نزدیکان و بستگان شما نباید در این زمین‌ها سهمی داشته باشند چرا که اولین سهمگیری آنها مساوی است با از بین رفتن همه طرح که ایشان هم این نکته را جدی گرفتند. 

## انقلاب اسلامی
حائری در رابطه با ایام بازداشتش این‌گونه نقل می‌کند: 
«در سنهٔ ۱۳۵۲ یا ۱۳۵۴ روزی در زندان چشم‌هایم را بسته بودند و دوره بازجویی طولانی داشتم که در آن روزهای خاص شبی حالم خیلی سخت بود. مجلسی را دیدم که امام خمینی در آنجا درس می‌دادند و صحبت می‌کردند و روحانیون هم زیاد بودند. سیدی وارد شد، امام جلوی او راست‌قامت روی منبر ایستاد و سه بار گفت: الامان، الامان، الامان یا صاحب‌الزمان! من متوجه شدم وجود مقدس امام زمان بوده. از فردای آن شب روش بازجویی عوض شد. یکی از صلحا گفت که امام برایت امان گرفته‌است. این خیلی مقام است که امام واسطهٔ فیض می‌شود. این، معنی نیابت است. معنی این است که بین امام و امت حائل است و امت از این طریق به امامش می‌رسد»
خمینی در نامه‌ای نیز که از پاریس برای برادرش سید مرتضی پسندیده ارسال کرده، چنین می‌نویسد: 
«... رسیدگی بعضی زندانیان و احوال‌پرسی از خودشان یا اقوامشان لازم است مثل آقای دستغیب و آقای حائری شیرازی و از این قبیل اشخاص …»
او در بهار ۱۳۵۱ مدتی به شهر فومن تبعید شد و در منزل خواهر محمدتقی بهجت اتاق کوچکی گرفت و این دوران را با همسر و فرزندان و صاحب‌خانه‌اش گذراند.

## دیدگاه‌ها و مواضع
حائری در کتاب خود پول رایج جهانی و احیای پول اسلام، به ذکر ۱۰ مورد از تناقضات و مشکلات اساسی پول فعلی که مبتنی بر اعتبار است اشاره کرده و در کتاب دیگرش در اسلام پول نباید کار بکند جایگزینی را برای پول رایج پیشنهاد می‌کند. به عبارت دیگر این دو کتاب مکمل یکدیگر هستند.
در بخش‌هایی از این دو کتاب آمده‌است: 
«پول در جامعه مانند جریان خون در بدن است. همانگونه که خون بدون اینکه مصرف شود تمام اعضا و بافتها را به عدالت تغذیه می‌کند و به حرکت و زایش می‌کشاند، پول نیز در جامعه بدون اینکه مصرف شود باید به عدالت از کانال طرح‌ها و برنامه‌ها به اعضای جامعه برسد و آن‌ها را به تولید و خدمات‌رسانی بکشاند. وی در این کتاب تأکید کرده‌است، پول رایج جهانی ملازم با رباست و قانون بانکداری بدون ربا استثناء از قانون حاکم بر بانکداری نیست. با تصویب قانون بانکداری بدون ربا قبول کردیم که از ندار بگیریم و به دارا بدهیم تا فاصله آن‌ها روز به روز بیشتر شود! … ربا جزء لاینفک پول اعتباری است و بانکداری بدون ربا چیزی جز پذیرش بی‌ثباتی پول اعتباری و پذیرش بهره و تسلیم در برابر آن نیست. … باید پول اسلام را احیا کنیم؛ پول ثابت، اولین چیزی است که باید به عنوان بستر ممنوعیت ربا و رواج قرض‌الحسنه جا انداخته شود.»

## مسئولیت‌ها
او پس از پیروزی انقلاب مدتی به تدریس در دانشکده الهیات پرداخت و در اولین دورهٔ مجلس شورای اسلامی از سوی مردم شیراز به مجلس راه یافت. در نیمه‌های این دوره با کشته شدن سید عبدالحسین دستغیب، از سوی سید روح‌الله خمینی طی حکمی نخست به امامت جمعه و سپس به نمایندگی ولی فقیه در استان فارس انتخاب شد.وی در دوره اول و دوم مجلس خبرگان رهبری به نمایندگی از مردم استان فارس به مجلس خبرگان راه یافت و پس از درگذشت سید روح‌الله خمینی به عنوان اولین مخالف شورایی شدن رهبری سخنانی را در این مجلس ایراد کرد که در نهایت به انتخاب سید علی خامنه‌ای به رهبری منجر گردید.

### کناره‌گیری از انتخابات خبرگان
وی برای دوره اخیر خبرگان (دورهٔ پنجم: ۱۳۹۴) نامزد شد اما در میانه انتخابات کناره گرفت. علت این کناره‌گیری به دلیل حمایت نکردن جامعتین عنوان شده بود.

## درگذشت
محمدصادق حائری شیرازی در عصر روز چهارشنبه ۲۹ آذر ۱۳۹۶ قم (۱ ربیع‌الثانی ۱۴۳۹ قمری) در سن ۸۰ سالگی بعد از یک دوره بیماری، به علت عوارض ناشی از سرطان مثانه، درگذشت و در ۳۰ آذر ۱۳۹۶ در قم تشییع و پس از اقامه نماز توسط موسی شبیری زنجانی در حرم فاطمه معصومه به خاک سپرده شد.

## آثار

### کتب
از وی بیش از بیست کتاب منتشر شده‌است که برخی از آن‌ها عبارتند از:
- آیینه تمام نما
- کتاب با علی(ع) در صحرا
- تمثیلات اعتقادی – علمی
- کتاب نماز
- مثلها و پندها (در ۸ جلد)
- پول رایج جهانی و احیای پول اسلام
- در اسلام پول کار نمی‌کند
- ولایت فقیه
- تحجرگرایی
- تربیت دینی کودک
- تعلق
- تفکر
- تمثیلات اخلاقی – تربیتی
- تمثیلات اخلاقی – اجتماعی
- حکومت جهانی خدا
- در سایه سار وحی
- انسان الهی
- سیری در آفاق نور
- انسان‌شناسی
- تفسیر سوره حمد
- علم و دین
- اخلاق در اسلام
- اخلاق اسلامی
- درس سحر (شرح ابیات حافظ)
- راه رشد
- تبلیغ در جبهه
- جاری حکمت
- با علی در صحرا
- تمثیلات
- تربیت دینی کودک
- حافظ سر
- رمز دوام پیوند یا آداب همسرداری
- مقدمه‌ای بر علوم انسانی، ۱۳۶۳
- نکته‌ها
- الولایه
- بحثی دربارهٔ جامعه‌شناسی اسلامی، ۱۳۷۰